# Nyvy-Zólochivski
Nyvy-Zólochivski (ucraniano: Ни́ви-Зо́лочівські) es un pueblo de Ucrania perteneciente al municipio rural de Boremel, en el raión de Dubno de la óblast de Rivne.
En 2001, el pueblo tenía una población de 71 habitantes.
Se encuentra en la periferia occidental de Zólochivka, junto al límite con la óblast de Volinia.

## Historia
Antes de la formación del actual municipio de Boremel en 2016, el pueblo era una pedanía del consejo rural de Zólochivka en el raión de Demýdivka.